# Curling-Weltmeisterschaft der Herren 1978
Die Curling-Weltmeisterschaft der Herren 1978 (offiziell: Air Canada Silver Broom 1978) war die 20. Austragung (inklusive Scotch Cup) der Welttitelkämpfe im Curling der Herren. Sie wurde vom 27. März bis 2. April des Jahres im kanadischen Winnipeg, Manitoba, in der Winnipeg Arena veranstaltet.
Die Curling-Weltmeisterschaft der Herren wurde in einem Rundenturnier (Round Robin) zwischen den Mannschaften aus Schottland, Kanada, den Vereinigten Staaten, der Bundesrepublik Deutschland, Schweden, Norwegen, Frankreich, der Schweiz, Dänemark und Italien ausgespielt.
Die Spiele wurden auf zehn Ends angesetzt.
Erstmals stieß Norwegen in das Finale der Weltmeisterschaft vor, wo man den USA mit 6:4 unterlag.

## Teilnehmende Nationen
| BR Deutschland | Dänemark | Frankreich | Italien | Kanada |
| --- | --- | --- | --- | --- |
| Münchener EV, München Skip: Keith Wendorf Third: Balint von Bery Second: Sascha Fischer-Weppler Lead: Heino von L’Estocq | Hvidovre CC, Hvidovre Skip: Arvid Petersen Third: Arne Pedersen Second: John Christiansen Lead: Erik Kelnaes | Mont d’Arbois CC, Megève Skip: Pierre Boan Third: Pierre Duclos Second: Honore Brangi Lead: Jean-Claude Gachet           | Cortina CC, Cortina d’Ampezzo Skip: Leone Rezzadore Third: Roberto Zangara Second: Franco Caldara Lead: Roberto Bocus | Medicine Hat CC, Medicine Hat, AB Skip: Ed Lukowich Third: Mike Chernoff Second: Dave Johnston Lead: Ron Schindle |
| Norwegen | Schottland                                                                                                   | Schweden | Schweiz | Vereinigte Staaten                                                                                                |
| Trondheim CC, Trondheim Skip: Kristian Sørum Third: Morten Sørum Second: Eigil Ramsfjell Lead: Gunnar Meland             | Oxenfoord CC, Edinburgh Skip: James Sanderson Third: Iain Baxter Second: Willie Sanderson Lead: Colin Baxter | Djursholms CK, Stockholm Fourth: Tom Schaeffer Third: Svante Ödman Skip: Fred Ridderstad Lead: Claes-Göran "Boa" Carlman | Bern-Zähringer CC, Bern Fourth: Fred Collioud Third: Roland Schneider Skip: René Collioud Lead: Kurt Schneider        | Superior CC, Superior, WI Skip: Bob Nichols Third: Bill Strum Second: Tom Locken Lead: Bob Christman              |

## Tabelle der Round Robin
| Schlüssel | Schlüssel                      |
| --------- | ------------------------------ |
|           | Qualifiziert für die Play-offs |
|           | Tie-Breaker                    |

| Platz | Team               | Spiele | Siege | Ndlg. |
| ----- | ------------------ | ------ | ----- | ----- |
| 1.    | Kanada             | 9      | 7     | 2     |
| 2.    | Vereinigte Staaten | 9      | 7     | 2     |
| 3.    | Schweden           | 9      | 6     | 3     |
| 4.    | Norwegen           | 9      | 5     | 4     |
| 4.    | Schottland         | 9      | 5     | 4     |
| 6.    | BR Deutschland     | 9      | 4     | 5     |
| 7.    | Frankreich         | 9      | 3     | 6     |
| 7.    | Italien            | 9      | 3     | 6     |
| 7.    | Schweiz            | 9      | 3     | 6     |
| 10.   | Dänemark           | 9      | 2     | 7     |

## Ergebnisse der Round Robin

### Runde 1
| Kanada | Norwegen |
| 14     | 3        |

| BR Deutschland | Frankreich |
| 8              | 4          |

| Schweden | Schweiz |
| 10       | 4       |

| Vereinigte Staaten | Schottland |
| 5                  | 4          |

| Italien | Dänemark |
| 9       | 4        |

### Runde 2
| Schweden | Dänemark |
| 8        | 3        |

| Norwegen | Vereinigte Staaten |
| 3        | 9                  |

| Frankreich | Italien |
| 6          | 5       |

| Schweiz | Kanada |
| 6       | 3      |

| Schottland | BR Deutschland |
| 4          | 7              |

### Runde 3
| Schottland | Italien |
| 5          | 3       |

| Dänemark | Kanada |
| 5        | 11     |

| BR Deutschland | Norwegen |
| 6              | 7        |

| Schweden | Frankreich |
| 11       | 4          |

| Vereinigte Staaten | Schweiz |
| 5                  | 4       |

### Runde 4
| Vereinigte Staaten | Frankreich |
| 7                  | 5          |

| Italien | Schweiz |
| 8       | 3       |

| Kanada | Schottland |
| 4      | 6          |

| Dänemark | BR Deutschland |
| 7        | 5              |

| Norwegen | Schweden |
| 7        | 8        |

### Runde 5
| Dänemark | Schottland |
| 5        | 8          |

| Kanada | BR Deutschland |
| 9      | 3              |

| Vereinigte Staaten | Schweden |
| 7                  | 9        |

| Norwegen | Italien |
| 11       | 3       |

| Schweiz | Frankreich |
| 8       | 7          |

### Runde 6
| Norwegen | Schweiz |
| 9        | 6       |

| Frankreich | Dänemark |
| 5          | 7        |

| Italien | BR Deutschland |
| 3       | 12             |

| Kanada | Vereinigte Staaten |
| 8      | 6                  |

| Schweden | Schottland |
| 4        | 10         |

### Runde 7
| Frankreich | Kanada |
| 6          | 8      |

| Schottland | Norwegen |
| 6          | 7        |

| Schweiz | Dänemark |
| 7       | 5        |

| Italien | Schweden |
| 5       | 3        |

| BR Deutschland | Vereinigte Staaten |
| 4              | 7                  |

### Runde 8
| Italien | Vereinigte Staaten |
| 3       | 5                  |

| Schweden | Kanada |
| 5        | 8      |

| Schottland | Frankreich |
| 2          | 6          |

| BR Deutschland | Schweiz |
| 7              | 2       |

| Dänemark | Norwegen |
| 3        | 8        |

### Runde 9
| BR Deutschland | Schweden |
| 3              | 8        |

| Schweiz | Schottland |
| 3       | 10         |

| Dänemark | Vereinigte Staaten |
| 4        | 6                  |

| Frankreich | Norwegen |
| 5          | 4        |

| Kanada | Italien |
| 9      | 2       |

## Tie-Breaker
Die punktgleichen Mannschaften aus Norwegen und Schottland spielten den vierten Teilnehmer des Halbfinales aus.
| Norwegen | Schottland |
| 4        | 1          |

## Play-off

### Turnierbaum
|  | Halbfinale | Halbfinale         | Halbfinale |  |  | Finale | Finale             | Finale |
|  |            |                    |            |  |  |        |                    |        |
|  |            |                    |            |  |  |        |                    |        |
|  | 1          | Kanada             | 2          |  |  |        |                    |        |
|  | 4          | Norwegen           | 6          |  |  |        |                    |        |
|  |            |                    |            |  |  | 4      | Norwegen           | 4      |
|  |            |                    |            |  |  | 2      | Vereinigte Staaten | 6      |
|  | 2          | Vereinigte Staaten | 6          |  |  |        |                    |        |
|  | 3          | Schweden           | 5          |  |  |        |                    |        |
|  |            |                    |            |  |  |        |                    |        |

### Halbfinale
| Kanada | Norwegen |
| 2      | 6        |

| Vereinigte Staaten | Schweden |
| 6                  | 5        |

### Finale
| Vereinigte Staaten | Norwegen |
| 6                  | 4        |

## Endstand
| Platz | Land               |
| ----- | ------------------ |
| 1     | Vereinigte Staaten |
| 2     | Norwegen           |
| 3     | Kanada             |
| 4     | Schweden           |
| 5     | Schottland         |
| 6     | BR Deutschland     |
| 7     | Frankreich         |
| 7     | Italien            |
| 7     | Schweiz            |
| 10    | Dänemark           |